# Atyrau Futbol Kluby
L'Atyrau Futbol Kluby (in kazako Атырау Футбол Клубы?) è una società calcistica kazaka con sede nella città di Atyrau. Milita nella massima serie del campionato kazako di calcio.
Fondato nel 1980, ha raggiunto due volte il secondo posto in campionato (2001 e 2002). Nel 2019 è retrocesso in seconda divisione.
Il suo maggior successo è la vittoria nella locale Coppa del Kazakistan, ottenuta nel 2009 battendo per 1-0 in finale lo Šachtër Qaraǧandy.

## Palmarès

### Competizioni nazionali
- Coppa del Kazakistan: 1

2009
- Birinşi Lïga: 1

2020 (girone B)

### Altri piazzamenti
- Campionato kazako:

Secondo posto: 2001, 2002
- Coppa del Kazakistan:

Finalista: 2017, 2018, 2019, 2024
Semifinalista: 2001, 2004, 2005, 2016, 2023
- Supercoppa del Kazakistan:

Finalista: 2010

## Atyrau nelle Coppe europee
In grassetto le gare casalinghe.
| 2002-03 | Coppa UEFA    | Qualificazione | Slovacchia (bandiera) | Matador Púchov   | 0-0 | 0-2 | 0-2 |
| 2003-04 | Coppa UEFA    | Preliminare    | Bulgaria (bandiera)   | PFC Levski Sofia | 1-4 | 0-2 | 1-6 |
| 2010/11 | Europa League | Preliminare    |                       | Gyori Eto        | 0-3 | 0-2 | 0-5 |

## Organico

### Rosa 2021
Aggiornata al 12 marzo 2021.
| N. |                       | Ruolo | Calciatore           |
| -- | --------------------- | ----- | -------------------- |
| 1  | Kazakistan (bandiera) | P     | Vladïmïr Logïnovskïý |
| 2  | Kazakistan (bandiera) | D     | Dauren Mazhitov      |
| 5  | Kazakistan (bandiera) | C     | Rafail Ospanov       |
| 7  | Kazakistan (bandiera) | C     | Rinat Dzhumatov      |
| 9  | Kazakistan (bandiera) | A     | Alexey Rodionov      |
| 10 | Polonia (bandiera)    | A     | Piotr Grzelczak      |
| 11 | Armenia (bandiera)    | C     | Artak Dašyan         |
| 12 | Kazakistan (bandiera) | P     | Nurbolat Kalmenov    |
| 14 | Kazakistan (bandiera) | D     | Erasyl Amanzhol      |
| 15 | Brasile (bandiera)    | D     | Bryan                |
| 17 | Kazakistan (bandiera) | D     | Azat Ersalïmov       |
| 18 | Kazakistan (bandiera) | D     | Qýanysh Qalmuratov   |

| N. |                                 | Ruolo | Calciatore         |
| -- | ------------------------------- | ----- | ------------------ |
| 19 | Kazakistan (bandiera)           | D     | Aybolat Makuov     |
| 20 | Kazakistan (bandiera)           | C     | Dauren Kayralliev  |
| 21 | Kazakistan (bandiera)           | C     | Asylbek Seytkaliev |
| 22 | Haiti (bandiera)                | D     | Alex Junior        |
| 27 | Kazakistan (bandiera)           | D     | Viktor Dmitrenko   |
| 28 | Serbia (bandiera)               | D     | Danijel Stojković  |
| 29 | Brasile (bandiera)              | A     | Alex Bruno         |
| 33 | Russia (bandiera)               | D     | Dmitrij Guz'       |
| 77 | Armenia (bandiera)              | P     | Aram Hayrapetyan   |
| 88 | Brasile (bandiera)              | C     | Gian Martins       |
| 90 | Kosovo (bandiera)               | C     | Donjet Shkodra     |
| 99 | Bosnia ed Erzegovina (bandiera) | A     | Petar Kunić        |

### Rosa 2019
| N. |                       | Ruolo | Calciatore           |
| -- | --------------------- | ----- | -------------------- |
| 1  | Kazakistan (bandiera) | P     | Vladïmïr Logïnovskïý |
| 2  | Kazakistan (bandiera) | D     | Dauren Mazhitov      |
| 5  | Ucraina (bandiera)    | D     | Rizvan Ablitarov     |
| 6  | Slovenia (bandiera)   | C     | Željko Filipović     |
| 7  | Slovacchia (bandiera) | D     | František Kubík      |
| 8  | Kazakistan (bandiera) | C     | Dauren Kayralliyev   |
| 9  | Kazakistan (bandiera) | A     | Alexey Rodionov      |
| 10 | Croazia (bandiera)    | A     | Josip Ivančić        |
| 11 | Kazakistan (bandiera) | C     | Vladimir Vomenko     |
| 13 | Kazakistan (bandiera) | C     | Aibar Nurybekov      |
| 14 | Kazakistan (bandiera) | C     | Qýanysh Qalmuratov   |
| 16 | Kazakistan (bandiera) | P     | Alexander Zarutsky   |

| N. |                       | Ruolo | Calciatore         |
| -- | --------------------- | ----- | ------------------ |
| 27 | Kazakistan (bandiera) | D     | Andrey Shabaev     |
| 23 | Ucraina (bandiera)    | C     | Andrij Tkačuk      |
| 31 | Serbia (bandiera)     | A     | Darko Bjedov       |
| 33 | Ucraina (bandiera)    | C     | Serhij Zahynajlov  |
| 49 | Russia (bandiera)     | D     | Vitalij Ustinov    |
| 74 | Kazakistan (bandiera) | C     | Rinat Dzhumatov    |
| 75 | Kazakistan (bandiera) | D     | Kuanysh Yeltezerov |
| 77 | Kazakistan (bandiera) | D     | Eldar Abdrakhmanov |
| 87 | Kazakistan (bandiera) | C     | Eduard Serhijenko  |
|    | Kazakistan (bandiera) | P     | Nurbolat Kalmenov  |
|    | Kazakistan (bandiera) | C     | Rafail Ospanov     |
|    | Kazakistan (bandiera) | A     | Aibolat Makuov     |